# Ugo Colombo
Ugo Colombo (* 22. Februar 1940 in San Giorgio su Legnano; † 10. Oktober 2019 in Pontremoli) war ein italienischer Straßenradrennfahrer und Sportlicher Leiter im Radsport.

## Sportliche Laufbahn
Ugo Colombo war 19 Jahre lang als Radrennfahrer aktiv, von 1964 bis 1974 als Profi. In den meisten Jahren agierte er als Edel-Gregario von Franco Bitossi im Team Filotex. Er galt als schüchterner und zurückhaltender Fahrer, der bei Rennen mannschaftsdienlich fuhr und deshalb nur selten seine Stärken ausspielen konnte.
Im Laufe seiner Radsportkarriere bestritt Colombo 13 große Landesrundfahrten und trat drei Mal bei UCI-Straßen-Weltmeisterschaften an. Bei der Tour de France 1968 wurde er Zehnter, und beim Giro belegte er 1969 Platz fünf sowie 1971 Platz drei. Er gewann drei Giro-Etappen, eine Etappe der Tour de Suisse und eine Etappe der Katalonien-Rundfahrt. 1965 und 1970 belegte er in der Gesamtwertung der Tour de Suisse jeweils Rang fünf, 1971 Rang drei. 1970 und 1971 entschied er die Coppa Placci für sich. Die Rennserie Trofeo Cougnet konnte 1968 für sich entscheiden.
Als schönsten Moment seiner Laufbahn bezeichnete Colombo später seinen Sieg bei der 12. Etappe des Giro 1969, als seinen schmerzlichsten, wie er bei der Tour de France 1967 am leblos auf der Straße liegenden Körper von Tom Simpson vorbeifuhr.
Nach dem Ende seiner aktiven Karriere zog Colombo 1976 nach Pontremoli, in die Heimat seiner Frau, und eröffnete dort eine Bäckerei. Zudem engagierte er sich im Team Sic, für das unter anderen Giuseppe Saronni fuhr.
Ugo Colombo starb im Alter von 79 Jahren nach langer schwerer Krankheit. Beerdigt wurde er in Scorcetoli.

## Erfolge
1968
- eine Etappe Chronostaffetta
- Gran Premio Montelupo

1969
- eine Etappe Tour de Romandie
- eine Etappe Giro d’Italia

1970
- Coppa Placci
- eine Etappe Katalonien-Rundfahrt

1971
- eine Etappe Tour des Suisse
- Coppa Placci

1972
- eine Etappe Giro d’Italia

1974
- eine Etappe Giro d’Italia

## Grand Tour-Platzierungen
| Grand Tour         | 1964 | 1965 | 1966 | 1967 | 1968 | 1969 | 1970 | 1971 | 1972 | 1973 | 1974 |
| ------------------ | ---- | ---- | ---- | ---- | ---- | ---- | ---- | ---- | ---- | ---- | ---- |
| Giro d’ItaliaGiro  | 39   | 23   | 18   | DNF  | 33   | 5    | 17   | 3    | 23   | –    | 39   |
| Tour de FranceTour | –    | –    | 44   | 34   | 10   | –    | –    | –    | –    | –    | –    |

## Teams
- 1964–1965 Springoli-Fuchs
- 1966–1974 Filotex